# Minuartia mesogitana
Minuartia mesogitana är en nejlikväxtart. Minuartia mesogitana ingår i släktet nörlar, och familjen nejlikväxter.

## Underarter
Arten delas in i följande underarter:
- M. m. brachycarpa
- M. m. flaccida
- M. m. kotschyana
- M. m. lydia
- M. m. macrocarpa
- M. m. mesogitana
- M. m. turcomanica
- M. m. velenovskyi